# Angaridyela pallipes
Angaridyela pallipes  (лат.) — ископаемый вид пилильщиков рода Angaridyela из семейства Xyelidae. Обнаружен в нижнемеловых отложениях Забайалья (Бурятия, местонахождение Байса, зазинская свита, аптский ярус, около 120 млн лет). Длина тела 10 мм, длина переднего крыла 8 мм. 
Вид Angaridyela pallipes был впервые описан в 1966 году советским и российским энтомологом Александром Павловичем Расницыным (ПИН РАН, Москва, Россия) вместе с видами A. minor, A. vitimica, Kirghizoxyela mirabilis и другими. Включён в состав рода Angaridyela Rasnitsyn 1966. Один из древнейших видов пилильщиков наряду с такими видами как Potrerilloxyela menendezi, Ferganoxyela sogdiana, Triassoxyela kirgizica, T. foveolata.